# Ramljane (żupania splicko-dalmatyńska)
Ramljane – wieś w Chorwacji, w żupanii splicko-dalmatyńskiej, w gminie Muć. W 2011 roku liczyła 167 mieszkańców.